# George Cavendish-Bentinck
George Cavendish-Bentinck (Londres, 9 de juliol de 1821 - Illa de Brownsea, 9 d'abril de 1891) va ser un polític conservador britànic electe a la Cambra dels comuns de 1859 a 1891.

## Biografia
Era el net del tercer duc de Portland William Cavendish-Bentinck. Un dels seus nets Victor Cavendish-Bentinck va ser l'últim duc de Portland. Un altre va ser Mark Sykes (dels Acords Sykes-Picot). Després dels seus estudis a la Westminster School, i després al Trinity College (Cambridge), va servir un any als Guàrdies granaders (1840-1841). Es va convertir en el jutge de pau a les Cumberland i Dorset.
Va ser elegit al Parlament a partir de 1859. Va entrar al govern de Benjamin Disraeli a la Comissió de Comerç (Board of Trade) (1874-1875) abans de ser Jutge Advocat General de 1875 a 1880. L'any 1875 va entrar al Consell privat i va esdevenir fideïcomissari del Museu Britànic.
L'any 1885, va ser un dels més ferotges oponents a W. T. Stead en la campanya de premsa anomenada « The Maiden Tribute of Modern Babylon ».